# السلام في كريمونا (1441)

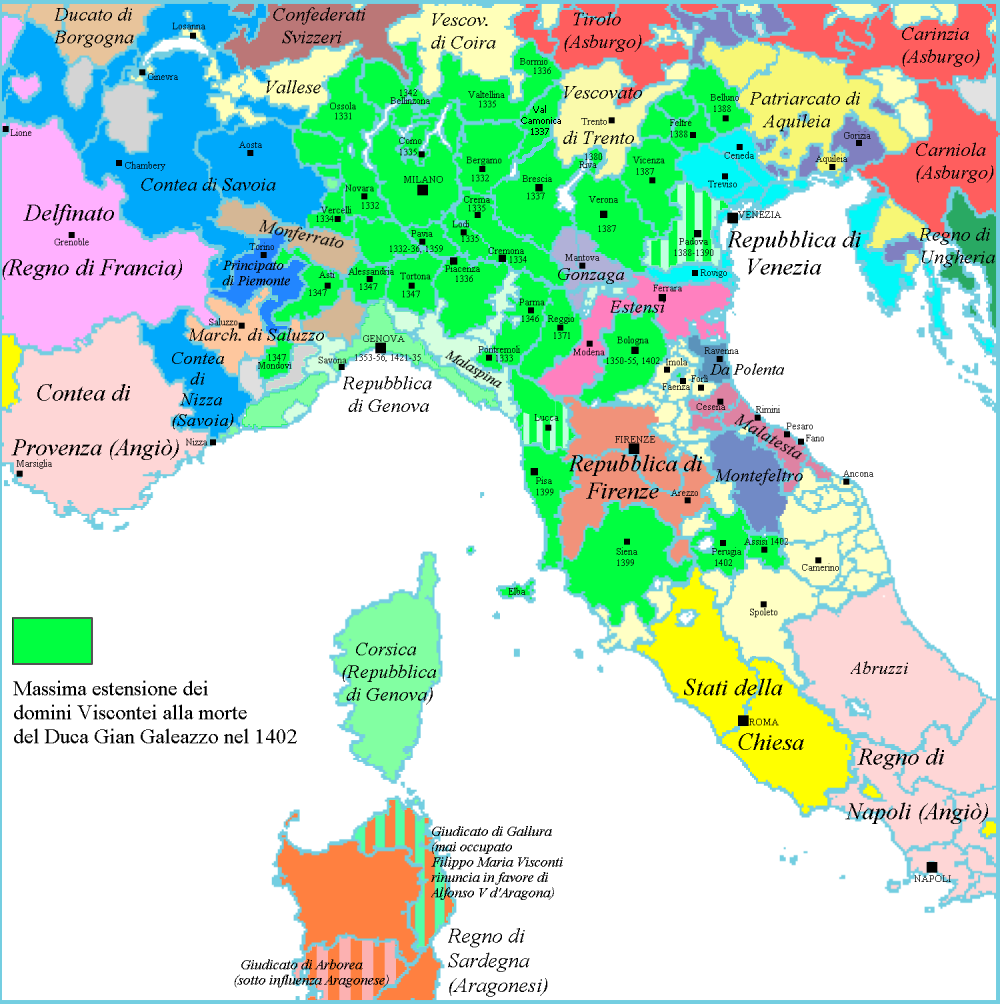

السلام في كريمونا تم الانتهاء من سلام كريمونا في 20 تشرين الثاني/نوفمبر 1441 بين جمهورية البندقية ودوقية ميلانو، منهية بذلك الصراع الطويل بين السلطتين علي السلام في شمال إيطاليا، ومن خلال وساطة فرانشيسكو سفورزا أبرمت هدنة في 6 أغسطس، وبدأت المفاوضات في أواخر أيلول/سبتمبر في ميدان كافريانا بالقرب من كريمونا، الذي اختير كأرض محايدة. وأمن سفورزا لنفسه سيادة كريمونا بزواجه من بيانكا ماريا فيسكونتي ابنه دوق ميلانو فيليبو ماريا فيسكونتي لأن الدوق لم يكن له وريث آخر فكانت خلافته هي النهائية لعرش الدوقية.
وبموجب أحكام المعاهدة كانت البندقية قادرة علي الحفاظ علي نهر إدا كالحدود بين ممتلكاتها البر الرئيسي ودوقية ميلانو. واكتسبت البندقية كذلك ريفا دي لاغو من ميلانو وكذلك لوناتو وفاليجو سول مينسيو واسولا وبسكييرا ديل غاردا من ماركيز مانتوا الذي سلم أيضا المدن الفينيسية التي كان قد استول عليها خلال الحرب، كما تم الاعتراف بامتلاك البندقية من رافينا.